# Bataille de Saint-Laurent-de-la-Mouga (août 1794)
Ne doit pas être confondu avec Combat de Saint-Laurent-de-la-Mouga (mai 1794) ou Bataille de Saint-Laurent-de-la-Mouga (novembre 1794).
Première Coalition
Guerres de la Révolution française
 Guerre du Roussillon
Batailles
La bataille de Saint-Laurent-de-la-Mouga où combat de Saint-Laurent-de-la-Mouga qui eut lieu le 26 thermidor an II (13 août 1794), pendant la guerre du Roussillon, oppose les troupes françaises du général Augereau et les troupes espagnoles du général Luis Fermín de Carvajal, comte de la Union.

## Contexte
Depuis la prise de Collioure en mai 1794, un corps de quinze à vingt mille hommes de l'armée des Pyrénées-Orientales était employé à faire le siège de Bellegarde. Dugommier, voulant éviter à cette place française les suites d'un siège meurtrier et opiniâtre, s'était contenté de la faire bloquer étroitement, afin de forcer les Espagnols à la rendre par famine.
Le 13 août un corps espagnol de vingt mille hommes se dirigea sur Saint-Laurent-de-la-Mouga, qui parut au général espagnol le comte de la Union le point le plus favorable pour ravitailler les assiégés. D'autres colonnes furent dirigées sur les autres points de la ligne occupée par les Français, depuis Camprodon jusqu'à la mer. 

## La bataille
La division du général Courten, par une marche forcée et secrète, arriva à trois heures du matin, sans être aperçue par les postes français, au pied de la montagne de Terrades, en avant de Saint-Laurent-de-la-Mouga. Cette montagne fut gravie avec rapidité par les Espagnols, et ceux-ci attaquèrent de suite la brigade du général Lemoine, laquelle, renforcée par deux bataillons de chasseurs, défendait la rive droite de la Mouga. La brusquerie de cette attaque étonna d'abord les Français, qui se mirent cependant en défense. Les Espagnols furent repoussés à deux reprises différentes, mais le général Courten parvint, par une troisième attaque, à s'établir dans la position occupée par les troupes françaises.
Cependant le général Augereau, averti par le bruit du canon, avait fait prendre les armes à sa division, et lui-même se trouva bientôt aux prises avec les brigades espagnoles de Perlasca et de Cagigal. Après un combat très-vif, Augereau parvint à culbuter les troupes qu'il avait devant lui, et se porta au secours du général de division Sauret, qui, avec la seconde brigade, s'était avancé pour soutenir les troupes du général Lemoine. L'action s'engagea vigoureusement avec la division du général Courten. Les troupes des deux partis étaient si rapprochées, qu'elles se battirent à la baïonnette avec un acharnement extraordinaire. Le combat dura jusqu'à midi sans un avantage bien marqué d'aucun côté. Mais dans ce moment, Augereau, s'aperceyant que la brigade du  général Izquierdo (ca) commençait à plier, donna l'ordre au général Mirabel, dont il connaissait la bravoure et l'habileté, de se porter promptement sur la hauteur de la fonderie de Terrades, afin d'attaquer le flanc de la brigade espagnole déjà ébranlée, et de lui couper la retraite. Le général Mirabel, ayant réuni à ses troupes trois bataillons de la brigade Lemoine, se met en mouvement par la gorge qui sépare la Mouga du village de Terrades. Cette marche s'exécute avec précision. Les soldats français se précipitent avec impétuosité, mais au moment même où le succès couronnait les efforts, le général Mirabel tombe frappé d'une balle à la tête. A ce spectacle, les soldats redoublent d'ardeur, et se battent avec le courage du désespoir. Le général Lemoine, quoique affaibli depuis trois semaines par une fièvre assez violente, avait voulu prendre part à cette action brillante. Il soutient l'élan des soldats du général Mirabel, et son chapeau est emporté par un boulet qui lui effleure la tête.
Cependant les Espagnols, enfoncés, fuient de toutes parts. Le général Augereau obtenait le même avantage sur les troupes qui lui étaient opposées. Pris en flanc et en tête, et presque cerné par les troupes d'Augereau, le général Courten, près de tomber dans les mains des Français, réunit quelques compagnies de grenadiers, et parvient à s'ouvrir un passage les armes à la main. Poursuivi la baïonnette dans les reins, ce n'est qu'avec la plus grande difficulté que ce général réussit à regagner les lignes de Figuières.
Les Français ne furent pas moins heureux sur leur gauche, vers la mer. Six mille Espagnols attaquèrent de front le camp de Canteloup, tandis que deux colonnes, commandées par le vicomte de Gand, un Français émigré, et le brigadier Tarranco, menaçaient la droite de ce camp et que l'amiral Gravina, qui avait appareillé du port de Roses avec deux vaisseaux, une frégate et trois chaloupes canonnières, inquiétait la côte pendant le combat. Mais, repoussés sur tous les points de cette attaque, les Espagnols furent contraints de se retirer dans leurs retranchements.
Le col des Frères fut également attaqué par les Espagnols.Défendue par le  1er bataillon du Tarn et les grenadiers des Bouches-du-Rhône, cette position resta au pouvoir des Français. Ces derniers, déjà menacés sur leur front par des forces supérieures, eurent assez de sang-froid pour s'opposer à un débarquement tenté sur leurs derrières, et protégé par les chaloupes canonnières de l'amiral Gravina.

## Bilan
On compta, sur le champ de bataille, deux cent cinquante Espagnols morts, parmi lesquels un maréchal-de-camp et plusieurs officiers supérieurs.
Ces différents engagements, dans lesquels on s'était battu avec un acharnement mutuel, coûtèrent aussi beaucoup de soldats à l'armée française. Les généraux de division Sauret et Augereau, l'adjudant-général Beyrand, le capitaine du génie Sanson, et plusieurs autres officiers supérieurs, furent
assez grièvement blessés. Le général Augereau avait été atteint de deux balles presque dans le même moment. Sur le rapport qui lui fut fait de ces combats, la Convention décréta que l'armée des Pyrénées-Orientales ne cessait de bien mériter de la patrie, et que le nom du général Mirabel serait inscrit sur la colonne de l'Arc de triomphe de l'Étoile.